# Mačak u čizmama (2011.)
Mačak u čizmama (eng. Puss in Boots) je američki računalno-animirani film studija DreamWorks Animationa i Paramount Picturesa iz 2011. godine. Spin-off filmskog serijala Shrek i njegov peti nastavak. Film se ne smatra adaptacijom istoimene bajke, nego kao potpuno nova priča koja se nastavlja na serijal. Film je režirao Chris Miller sa scenarijem Toma Wheelera prema priči Briana Lyncha, Willa Daviesa i Wheeler, temeljen na liku iz Shreka 2 (2004.) i inspiriran bajkom Giovannija Francesca Straparole.
U filmu glume Antonio Banderas (reprizira svoju glasovnu ulogu kao Mačak u čizmama), uz Salmu Hayek, Zacha Galifianakisa, Billyja Boba Thorntona i Amy Sedaris. Film prati priču o podrijetlu Mačka u čizmama (Banderasa) o njegovim pustolovinama godinama prije događaja u Shreku 2. U društvu svojih prijatelja Humpty Dumpty (Galifianakis) i Kitty Softpaws (Hayek), Mačak se sukobljava s Jackom i Jill (Thornton) i Sedaris), dva ubojita odmetnika u vlasništvu tri legendarna čarobna zrna graha koja vode do velikog bogatstva za zlatna jaja Velikog terora, gigantsku gusku.
Nastavak je objavljen u prosincu 2022. godine pod nazivom Mačak u čizmama: Posljednja želja.

## Radnja
Mačak u čizmama je antropomorfna mačka koja govori španjolski i dobila je ime po svom prepoznatljivom paru čizama. Bjegunac u bijegu od zakona, Mačak nastoji vratiti izgubljenu čast. Doznaje da ubojiti odmetnički par Jack i Jill imaju čarobni grah za kojim je dugo tragao, a koji ga može odvesti do divovskog dvorca za koji legenda zna da sadrži vrijedna zlatna guščja jaja. Kada Mačak pokuša ukrasti grah u njihovom skrovištu, mačka po imenu Kitty Softpaws ga prekida. Unajmio ju je da ih ukrade i Humpty Alexander Dumpty, jaje koje govori i davno otuđeni prijatelj iz djetinjstva Mačka iz sirotišta u kojem su oboje odrasli. Mačak ispriča Kitty svoju priču o podrijetlu i kako ga je izdao Humpty, koji je prevario Mačka da počini pljačku banke u njegovom rodnom gradu San Ricardu. Mačak je od tada u bijegu. Humpty na kraju uvjeri Mačka da im se pridruži u pronalaženju graha i vraćanju zlatnih jaja, iako Mačak prihvaća samo kako bi mogao platiti dug koji duguje San Ricardu zbog Humptyja.
Veza Mačka i Kitty postaje romantična i, usprkos Mačkovom početnom zamjeranju prema Humptyju, on se polako zagrijava za njega, dok trio krade grah od Jacka i Jill i sadi ga u pustinji. Oni jašu na stabljici graha u oblake i ulaze u divov dvorac, gdje Humpty otkriva Mačku da, iako je div davno umro, još uvijek moraju izbjegavati "Veliki teror" koji čuva zlatna jaja. Ubrzo shvate da su zlatna jaja preteška i odluče ukrasti guščicu nakon što su vidjeli kako nosi minijaturna zlatna jaja. Uspiju pobjeći iz dvorca i posjeći stabljiku graha. Nakon slavlja, grupa upada u zasjedu Jacka i Jill, a Mačak pada u nesvijest. Kad se probudi, Mačak pretpostavi da su Humpty i Kitty oteli i prati Jackova i Jillina kola natrag u San Ricardo. Tamo saznaje da je otmica namještena. Jack, Jill i Kitty rade za Humptyja, koji se želi osvetiti Mačku jer ga je napustio tijekom neuspjele pljačke banke. Mačak je okružen gradskom milicijom i predaje se nakon molbi svoje usvojiteljke Imelde. Dok Mačka odvlače u zatvor, Humptyja slave kao heroja jer je građanima donio bogatstvo zlatnih jaja.
Mačak upoznaje Andyja "Jacka" Beanstalka u zatvoru. Jack otkriva da mu je Humpty ukrao grah kad su prije mnogo godina dijelili ćeliju i upozorava Mačak da je Veliki teror sama guska Zlatnog Jajeta, golema ptica koja neće prezati pred ničim da spasi svoju bebu. Mačak shvaća da je Humptyjeva namjera cijelo vrijeme bila namamiti Veliki teror, nadajući se da će uništiti grad iz osvete za zatvaranje i pobjeći s guščicom u kaosu. Kitty oslobađa Mačka iz zatvora i ispričava se, otkrivajući svoje osjećaje prema njemu. On locira Humptyja na vrijeme i uvjeri ga da se iskupi tako što će pomoći spasiti grad od uništenja. Koristeći guščicu kao mamac, Mačaki Humpty uspijevaju odmamiti Velikog terora iz grada. Uz Kittynu pomoć, oni također spriječe pokušaj Jacka i Jill da ukradu guščicu tijekom potjere. Kad stignu do periferije grada, Humpty i guščića bace se s mosta koji se ruši, ali se uspijevaju objesiti na uže koje je mačak zgrabio. Kad postane očito da ih Mačakne može spasiti oboje, Humpty se žrtvuje puštajući ga. Nakon kobnog udarca, Mačak otkriva da je Humpty bio veliko zlatno jaje ispod njegove ljuske. Velika Strava ponovno se ujedinjuje sa svojom guščicom i odnosi Humptyjevo zlatno jaje natrag u divov dvorac.
Unatoč tome što su ga građani hvalili herojem jer je spasio San Ricardo, Mačak je još uvijek bjegunac u očima milicije. Ponovno se sastaje s Imeldom, koja izražava svoj ponos i ljubav prema Mačku prije nego što on pobjegne s Kitty, koja mu zaigrano krade čizme i bježi. U epilogu se Jack i Jill oporavljaju od ozljeda, vidi se Humptyjev duh, u svom normalnom obliku u kostimu zlatnog jajeta, pleše na majčinim leđima sa zlatnom guskom, a Mačaki Kitty dijele poljubac.

## Hrvatska sinkronizacija
| Ime             | Engleska inačica   | Hrvatska inačica |
| --------------- | ------------------ | ---------------- |
| Mačak u čizmama | Antonio Banderas   | Sven Medvešek    |
| Kitty Meka Šapa | Salma Hayek        | Nina Badrić      |
| Humpty Dumpty   | Zach Galifianakis  | Marko Makovičić  |
| Jack            | Billy Bob Thornton | Bojan Navojec    |
| Jill            | Amy Sedaris        | Marija Borić     |
| Imelda          | Constance Marie    | Sanja Marin      |
| Zapovjednik     | Guillermo del Toro | Ivica Zadro      |

Ostali glasovi: 
- Robert Ugrina
- Ranko Tihomirović
- Dražen Bratulić
- Damir Keliš
- Božidar Peričić
- Hrvoje Ivkošić
- Ambrozije Puškarić
- Martina Kapitan Bregović
- Anastasija Dikmikj
- Mima Karaula
- Dinko Vujević

- Sinkronizacija: Duplicato Media d.o.o.
- Redateljica dijaloga: Ivana Vlkov Wagner
- Prijevod i prilagodba dijaloga: Ivanka Aničić